# Paliouri - Akrotiri
Paliouri - Akrotiri este o arie protejată (arie specială de conservare — SAC, sit de importanță comunitară — SCI) din Grecia întinsă pe o suprafață de 16.160,65 ha, integral marine.

## Localizare
Centrul sitului Paliouri - Akrotiri este situat la coordonatele 39°55′13″N 23°33′41″E / 39.920191°N 23.561402°E.

## Înființare
Situl Paliouri - Akrotiri a fost declarat sit de importanță comunitară în august 1996 pentru a proteja un număr necunoscut de specii din flora spontană și fauna sălbatică aflate în arealul zonei. Situl a fost protejat și ca arie specială de conservare în martie 2011.

## Biodiversitate
Situată în ecoregiunea marină mediteraneană, aria protejată conține 4 habitate naturale: Bancuri de nisip acoperite în permanență slab de apă marină, Straturi cu Posidonia (Posidonion oceanicae), Recifuri, Peșteri marine scufundate complet sau parțial.
La baza desemnării sitului se află un număr nedeclarat de specii protejate.
Pe lângă speciile protejate, pe teritoriul sitului au mai fost identificate 3 specii de plante, 2 specii de mamifere, 18 specii de nevertebrate, 3 specii de pești.